# レジスタ (ゲーム会社)
有限会社レジスタ（英: Regista Co.,Ltd.）は、日本のコンピュータゲーム開発会社。2004年に活動開始。社名はイタリア語で「映画監督」「司令塔」「演出家」「ゲームメーカー」などを意味する。
主にパソコン用アダルトゲームや漫画・アニメを原作とした、PlayStation 2用ゲームソフトの開発に携わる。オリジナル作品は2006年に『I/O』、2007年に『Myself ; Yourself』、2012年に『ルートダブル -Before Crime * After Days-』をリリースしている。

## 作品一覧

### 開発
- 帝国千戦記（2004年11月25日、郎猫儿原作）
- Like Life an hour（2005年4月28日、HOOK原作）
- こんねこ 〜Keep a memory green〜（2005年10月27日、ま〜まれぇど原作）
- I/O（2006年1月26日、オリジナル）
- 魂響 〜御霊送りの詩〜（2006年6月29日、あかべぇそふとつぅ原作）
- 世界ノ全テ -two of us-（2006年9月28日、たまソフト原作）
- ARIA The NATURAL 〜遠い記憶のミラージュ〜（2006年9月28日、天野こずえ原作）
- I"s Pure（2006年11月9日、桂正和原作）
- セイント・ビースト〜螺旋の章〜（2007年9月20日、ワンダーファーム原作）
- Myself ; Yourself（2007年12月20日、オリジナル）
- IZUMO2 -学園狂想曲- ダブルタクト（2007年12月20日、Studio e.go!原作）
- School Days L×H（2008年1月17日、オーバーフロー原作）
- H2O+（2008年4月24日、枕原作）
- シークレットゲーム -KILLER QUEEN-（2008年8月21日、同人サークルFLAT『キラークイーン』原作）
- 恋姫†夢想 〜ドキッ☆乙女だらけの三国志演義〜（2008年11月20日、BaseSon原作）
- 車輪の国、向日葵の少女（2010年10月28日、5pb.に移管、あかべぇそふとつぅ原作）
- 花と乙女に祝福を -春風の贈り物- portable（2011年10月27日、ensemble原作）[1]
- ルートダブル -Before Crime * After Days-（2012年6月14日、オリジナル）
- かまいたちの夜 輪廻彩声（2017年2月16日、スパイク・チュンソフト原作）
- 追放選挙（2017年4月27日、日本一ソフトウェア原作）
- デーモンクリスタル（2018年12月20日、YMCAT原作）
- デイグラシアの羅針盤（2018年12月27日、カタリスト原作）
- 大図書館の羊飼い -Library Party-（2019年2月21日、オーガスト原作）
- デーモンクリスタル2 ナイザー（2019年3月28日、YMCAT原作）
- CROSS†CHANNEL 〜For all people〜（2020年8月20日、フライングシャイン原作）[2]

### 広報
- いつでもどこでも 大仁田厚の政治クイズDS（2007年9月27日予定、マイルストーン）